# Rhodotypos scandens

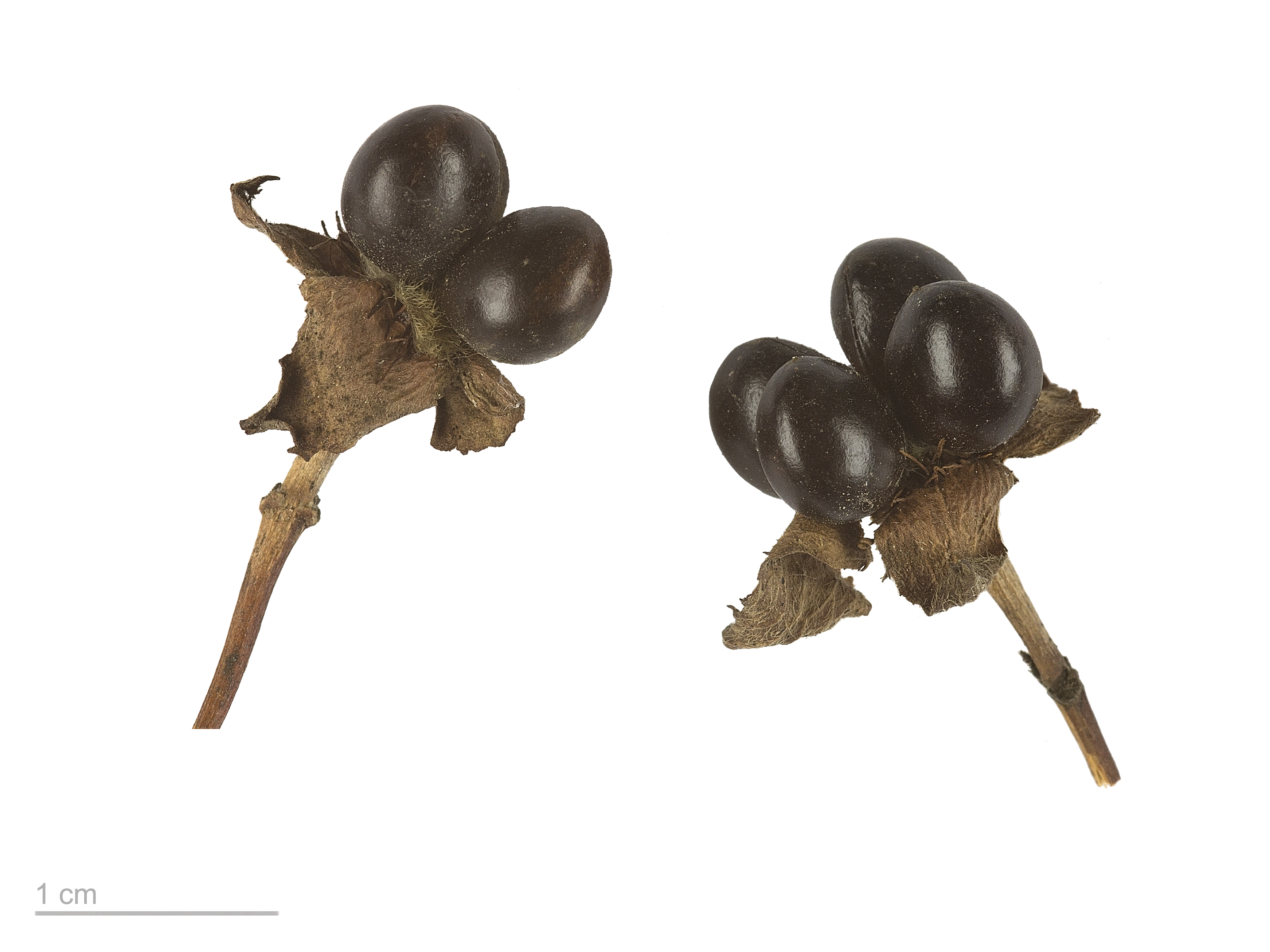
Rhodotypos scandens

Rhodotypos es un género monotípico de plantas perteneciente a la familia de las rosáceas. Su única especie: Rhodotypos scandens, está estrechamente relacionada con Kerria y es incluida en ese género por algunos botánicos. Es nativa de China y, posiblemente, también de Japón.

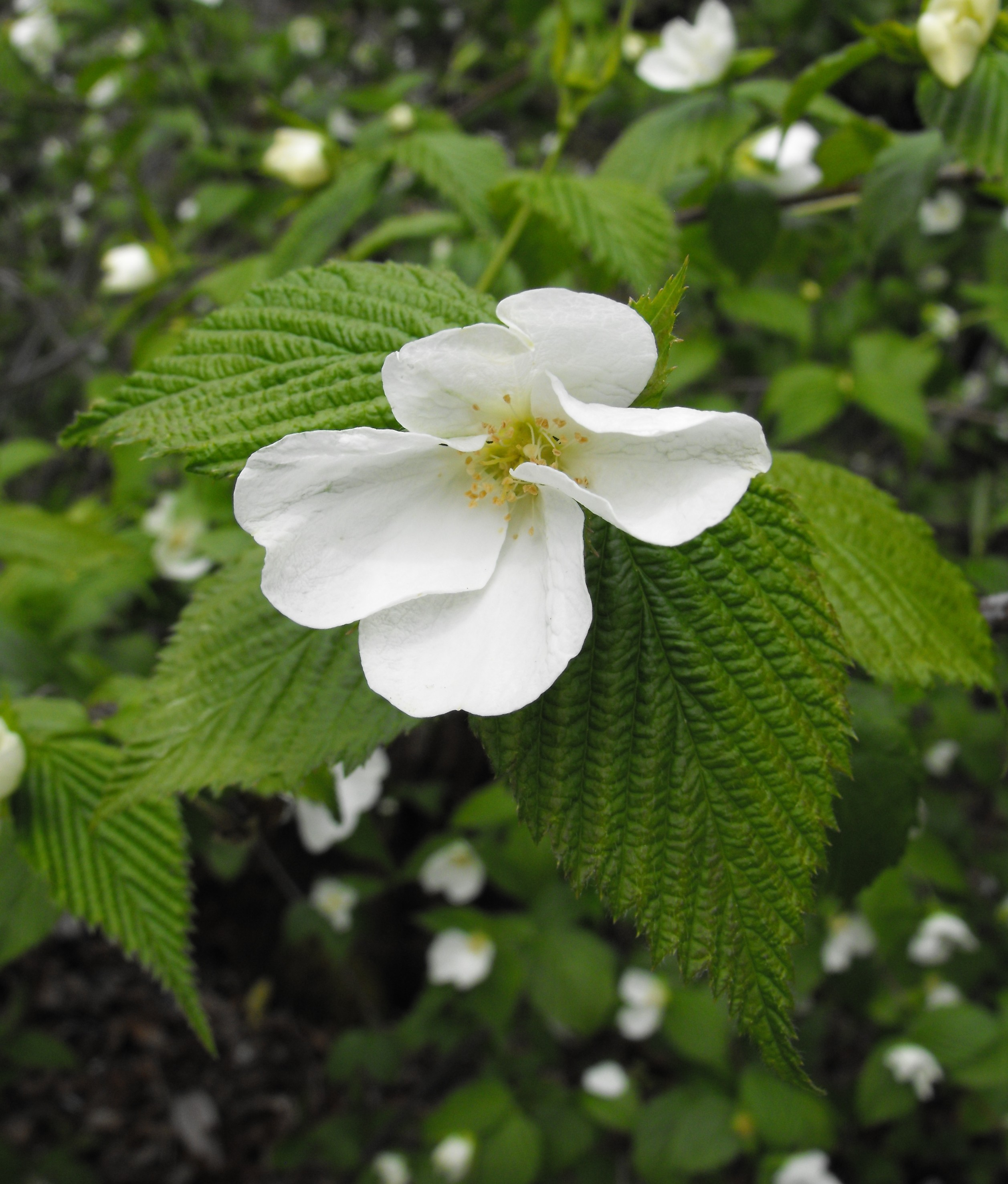
Vista de la planta con flor

## Descripción
Es un arbusto de hoja caduca que alcanza un tamaño de hasta 2-5 m de altura, con las hojas opuestas (algo inusual en una especie de las rosáceas) y no alternas, son simples ovado-agudas, de 3-6 cm de largo y 2-4 cm de ancho con un margen serrado. Las flores son blancas con 3-4 cm de diámetro,  y (también inusual) tiene cuatro (no cinco), pétalos, la floración se produce desde finales de primavera hasta mediados de verano. El fruto es un racimo de 1-4 drupas de color negro brillante de 5-8 mm de diámetro.

## Taxonomía
Rhodotypos scandens fue descrita por (Thunb.) Makino y publicado en Botanical Magazine 27(318): 126, en el año 1913.
Sinonimia
- Corchorus scandens Thunb.	basónimo
- Kerria tetrapetala Siebold
- Rhodotypos kerrioides Siebold & Zucc.
- Rhodotypos tetrapetala (Siebold) Makino[3]